# ناحية العريشة
ناحية العريشة إحدى نواحي سوريا تتبع إداريّاً لمحافظة الحسكة منطقة الحسكة ومركزها بلدة العريشة، بلغ تعداد سكان الناحية 30,544 نسمة حسب التعداد السكاني لعام 2004.

## بلدات وقرى ناحية العريشة

### أ
- العريشة
- الغرب
- الحمدانية
- الحدادية
- الحجية
- المالحة
- أم كهيف
- أم مدفع
- العاصي
- العلكة
- الناصري
- أم ركيبة (شرقية)

### ب
- بريج شرقي

### د
- دليان

### ز
- زين المبرج

### ع
- عجاجة شرقية

### غ
- غزالان

### ق
- قانا

### م
- متياها
- مناجيد